# 茱莉·威茲·陳
茱莉·威茲·陳是一名美國航空航天工程師。她曾擔任土壤水分主被動探測計劃（SMAP）、卡西尼號和洞察號火星任務的系統工程師。她目前正在進行地表水與海洋地形任務（SWOT）。

## 教育
在麻省理工學院，威茲·陳是賽艇校隊的舵手。她參加了Sigma Gamma Tau和Tau Beta Pi。大四時，她在「構想、設計、實施和運行」頂尖課程中參與了同步定位保持齧合和重新定向實驗衛星（SPHERES）項目。
研究生時期，她在麻省理工學院太空系統實驗室與大衛·米勒教授共事。她的博士論文研究了太空船設計中對失敗機率的設計考量。

## 在NASA的工作
威茲·陳的整個職業生涯都在美國太空總署位於加利福尼亞州帕萨迪纳的噴射推進實驗室工作。她曾擔任SMAP任務的故障保護驗證與校驗主管，以及SMAP與卡西尼號任務的故障保護工程師。她曾擔任團隊的系統工程師，以及NASA洞察號任務的專案驗證及確認（V&V）主導工程師。
她目前是SWOT專案的專案系統工程團隊成員。

## 個人生活
威茲·陳與NASA噴射推進實驗室系統工程師陳友倫結婚他們相識於麻省理工學院，同屬SPHERES頂點班。陳友倫是火星科學實驗室登陸團隊的成員，坐在與洞察號登陸團隊相同的前排座位。